# Archichauliodes polypastus
Archichauliodes polypastus là một loài côn trùng trong họ Corydalidae thuộc bộ Megaloptera. Loài này được Riek miêu tả năm 1954.